# Almami Moreira
Almami Samori da Silva Moreira (Bissau, 16 de junho de 1978), conhecido apenas por Moreira, é um ex-futebolista guineense que atuava como meia-atacante< Possui também cidadania portuguesa.

## Carreira
Profissionalizou-se no Boavista em 1997, após 3 anos jogando na base. Entre 1997 e 1999, foi emprestado a Gondomar e Gil Vicente. Reintegrado ao elenco principal dos Axadrezados, jogou 17 partidas e fez um gol na temporada 1999-00. Não atuou em nenhum jogo no Campeonato Português de 2000-01, vencido pelo Boavista, assinando com o Standard de Liège, onde teve destaque - disputou 114 jogos e balançou as redes 18 vezes. Durante o período, foi emprestado novamente, desta vez ao tradicional Hamburgo; no clube alemão, disputou 22 jogos e fez 3 gols.
Em 2006, foi para o Dínamo de Moscou, atuando em um único jogo, antes de voltar a Portugal para defender o Desportivo das Aves em 2007. Embora tivesse feito 3 gols em 8 partidas, não evitou o rebaixamento do clube de Santo Tirso à segunda divisão na temporada seguinte. Sua melhor fase foi no Partizan, onde foi tetracampeão do Campeonato Sérvio e tri da Copa nacional.
Defendeu também Dalian Aerbin (foi campeão chinês em 2011), Vojvodina, Salamanca e Atlético Clube, onde encerrou a carreira em 2013 e foi nomeado diretor-esportivo do clube, porém voltou aos gramados no ano seguinte após um pedido do treinador Neca. Acumulando as 2 funções, Moreira jogou 11 partidas e fez 4 gols, se aposentando em definitivo ao final da temporada, aos 35 anos.

## Carreira internacional
Moreira, que representou a Seleção Sub-21 portuguesa entre 1998 e 1999, decidiu jogar pela Guiné-Bissau, estreando pelos Djurtus em outubro de 2010. No total, o meia-atacante disputou 6 jogos e não fez nenhum gol.